# SPRAY! ＃日本を塗り替えろ
『SPRAY! #日本を塗り替えろ』（スプレイ! にほんをぬりかえろ）は、2020年6月27日からAbemaTVで配信されていたバラエティ番組である。番組略称および推奨ハッシュタグは『スプレイ』。

## 概要
サイバー・コミュニケーションズとAbemaTVの共同プロジェクトとして『シンデレラガールズトーク #うだカフェ』に続き第2弾として企画・制作されたバラエティ番組。ABEMA SPECIAL 2チャンネルで原則土曜第三週21:00 - 22:00に配信。
2021年3月30日、火曜22時から配信された「SPRAY! #日本を塗り替えろ #15」で最終回を迎えた（この回はABEMA SPECIALチャンネルで配信。

## 内容
「SNS総フォロワー数1,000万超え!若者の力で日本を変える!!」をテーマに、企業や個人の悩みをSPRAY girls出演メンバーで解決案を論じ、良さを広める「スプレイ」バラエティ番組。
番組タイトルでもある「スプレイ」はスプレー（Spray）を吹きかけるように日本を塗り替えるという意味と、SNSプレイヤーの略（S-play）、シリアスに考え叶える（S-Pray）という番組コンセプトも掛け合わせた造語。
2020年12月8日配信分より番組テーマソングとして15歳のシンガー・久保あおいの楽曲『さよならって君は言ったけど』を起用している。

## 主なコーナー
NOマネーの虎
ビジネスにまつわる悩み相談に、SPRAY girlsをはじめとする出演者が案を出す。コーナータイトルは『マネーの虎』と違い金銭は出資せず、アイデアのみ出すことから。
バズミッション
企業からの広報支援を叶えるコーナー。第一弾は大正製薬からの「SNSでラグビーをバズらせろ」。
令和のラジオ体操を作ろう
ラジオ体操に替わる若者向けのエクササイズを制作、定着を目指すコーナー。作曲はヒャダイン。構成作業協力としてダンサー、振付師であるえりなっちが加わる。権利上、「ラジオ体操」の語は使用できないため、体操名も募集。のちに「令和スマホ体操」と命名された。

## 出演者
第4回・2020年8月29日配信分より一部出演者はリモート出演。

### MC
- カズレーザー
- 若槻千夏

### アシスタント
- レインボー（ジャンボたかお、池田直人）

### SPRAY girls
- 井口綾子
- 加藤ナナ
- 黒木ひかり
- 小室安未
- ねお
- 福田愛依
- 古川優香
- 湯上響花 - スタジオ出演は7月から
- 若林萌々
- 渡辺美優紀 - 肩書はガールズチーフ

## スタッフ
- 構成：はしもとこうじ、八代丈寛、中川久嘉
- 編集デザイン：本間恵美
- 美術：ミートクリエイティブ
- 音効：岩下康洋（pinpoon）
- CG：榛葉大介
- ABEMA TM：本山靖子
- スタジオ技術：BULL、テレテック
- TD：矢川祐介
- SW：佐藤文
- CAM：桑沢孝博、本江憲治郎、和田晋
- AUD：福地弘恭、奈須野真美
- VE：吉岡辰沖
- 照明：越前充弘、玉置祐太郎
- ディレクター：成田武拓、村田裕子
- 演出：津田英明
- アシスタントプロデューサー：中川佑里
- プロデューサー：佐藤翔、塚本愛、河崎聡太、天野雄太
- 総合演出：天野雄太
- 制作協力：EAST FACTORY
- 制作著作：ABEMA